# Dompu

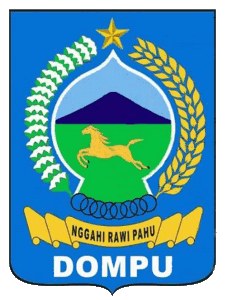

Dompu este un oraș din Indonezia.